# Lionel D
Vous lisez un « bon article » labellisé en 2012.
Lionel D, de son vrai nom Lionel Eguienta, est un animateur de radio et rappeur français né le 13 décembre 1961 à Paris et mort le 25 février 2020 à Londres.
Auteur d'un seul album et de trois maxis, il est pourtant l'un des pionniers du mouvement hip-hop et plus particulièrement du rap en France, au travers notamment de l'émission Deenastyle qu'il anime avec Dee Nasty dans les années 1980 sur Radio Nova.

## Biographie

### Carrière radiophonique
Né le 13 décembre 1961 dans le 15e arrondissement de Paris, d'une mère auvergnate et d'un père martiniquais, il grandit à Vitry-sur-Seine. Il s'est fait connaître durant les années 1980 sous le nom de Lionel D au travers de différentes émissions de radio comme celle animée par Dee Nasty et Bad Benny sur Radio Diffusion Handicapé (RDH). Lionel D intègre ainsi l'équipe de la radio nommée Platinum Squad par Dee Nasty en 1984. Cette émission commence au même moment que celle de Sidney (Rappers Dapper Snapper sur Radio 7) lors de l'émergence des radios libres en France, en 1981.
Parallèlement à la radio, il forme le groupe Fresh MC Four avec d'autres rappeurs pionniers à Vitry-sur-Seine comme JND, Général Murphy et Frisco.
À partir de 1988, il anime sur Radio Nova le Deenastyle avec Dee Nasty ; c'est à l'époque une émission de référence qui reçoit la majorité des rappeurs parisiens, :

« Toute la génération de rappeurs de la décennie suivante 1990 — gamins à l’époque — allait écouter religieusement les deux heures d’émission — de 22 heures à minuit — tous les dimanches soirs pendant deux ans de 1988 à 1989. »

— Dee Nasty
Grâce à son émission sur Nova, Lionel D permet en 1989 de faire découvrir sur les ondes le groupe NTM, mais aussi Assassin, MC Solaar ou encore les rappeurs du Ministère A.M.E.R., lançant à ces derniers un prémonitoire « Je vous reçois très cool, ne me mettez pas les boules. Un jour vous rapperez devant de grandes foules. »

### Carrière musicale
Les carrières radiophonique et musicale de Lionel D sont étroitement liées, puisque c'est grâce à une maquette réalisée dans les studios de Nova que Lionel D est repéré par un sous-label de Sony Music et peut sortir ses premiers disques en 1990 : les maxis Y'a pas de problème puis Pour toi le Beur. Ce dernier, basé sur un sample du morceau El Nay (Atini el Nay Wa Ghanni) de la chanteuse libanaise Fairuz, est considéré comme l'un des premiers raps en France exprimant sur disque le malaise éprouvé par les Beurs et est assez mal accueilli à sa sortie : selon Dee Nasty, il est même retiré de la vente dans certains magasins à cause de menaces dues au contexte politique de la guerre du Golfe.
Il continue à faire de son rap un vecteur d'expression du malaise provoqué par l'actualité du monde via le morceau Monsieur le Président qui sort sur l'album lui aussi intitulé Y'a pas de problème, toujours en 1990 ; cependant cet album ne remporte pas le succès escompté,.
En 1991, il publie son dernier disque officiel, Il y a des gens. Sa dernière apparition discographique est une collaboration avec le groupe Mad in Paris sur l'album Mad in Paris sorti en 1996.

### Rôle dans le mouvement hip-hop et rap en France
Lionel D est l'un des pionniers du rap en France,, et notamment de la scène freestyle. Il est d'ailleurs l'un des premiers à rapper en français,.
En 1982, à l'occasion d'une tournée française d'Afrika Bambaataa, Lionel D est intronisé membre de la Zulu Nation en compagnie de Princess Erika et Dee Nasty au Bataclan.
En 1986, il participe, sous l'impulsion de Dee Nasty, à des événements hip-hop nommés "free jams" organisés sur le terrain vague de La Chapelle.
Il participe au deuxième épisode de la série d'émissions de Canal+ L'Œil du cyclone où il commente l'année 1991 aux côtés d'autres acteurs du mouvement hip-hop en France tels que Dee Nasty, MC Solaar, IAM ou les Little MC. Il est plusieurs fois l'invité d'émissions de télévision, qu'elles soient consacrées au rap comme RapLine d’Olivier Cachin sur M6, ou à l'actualité de la ville et de la banlieue comme Saga-Cités de Bernard Loche sur France 3, mais ses apparitions se font de plus en plus sporadiques jusqu'à une quasi-disparition vers le milieu des années 1990.

### Mort
En 2011, plusieurs magazines et webzines prétendent qu'il serait mort en 2010 dans l'anonymat médiatique,,. Certaines personnes de la communauté hip-hop française, convaincus par cette rumeur, lui rendent même hommage au travers de blogs, de vidéos, voire de graffitis.
Fin août 2016, International Hip Hop Magazine (IHH) publie une interview exclusive de Lionel D qui dément la rumeur. Lionel D y déclare qu'il « n'a jamais donné d'interview à quiconque depuis plus de vingt ans ».
Le 25 février 2020, Lionel D meurt dans un hôpital à Londres à la suite d’un arrêt cardiaque. À la suite des actions de son entourage mais aussi du ministre français de la Culture Franck Riester et du maire de Vitry-sur-Seine Jean-Claude Kennedy, son corps est rapatrié pour être inhumé à Vitry-sur-Seine au cimetière nouveau le  12 mars 2020, en présence de nombreuses personnalités du hip-hop et du rap.
En mars 2020, l'émission rap Grünt de Radio Nova diffuse une émission intitulée Hommage à Lionel D.